# Megalopus basalis
Megalopus basalis es una especie de coleóptero de la familia Megalopodidae.

## Distribución geográfica
Habita en México.